# Tennis in Letland
Dit is een overzicht van de beste tennissers en tennissters van Letland, alle enkelspeltitels van Letse tennissers en tennissters en alle tennistoernooien in Letland.

## Mannen

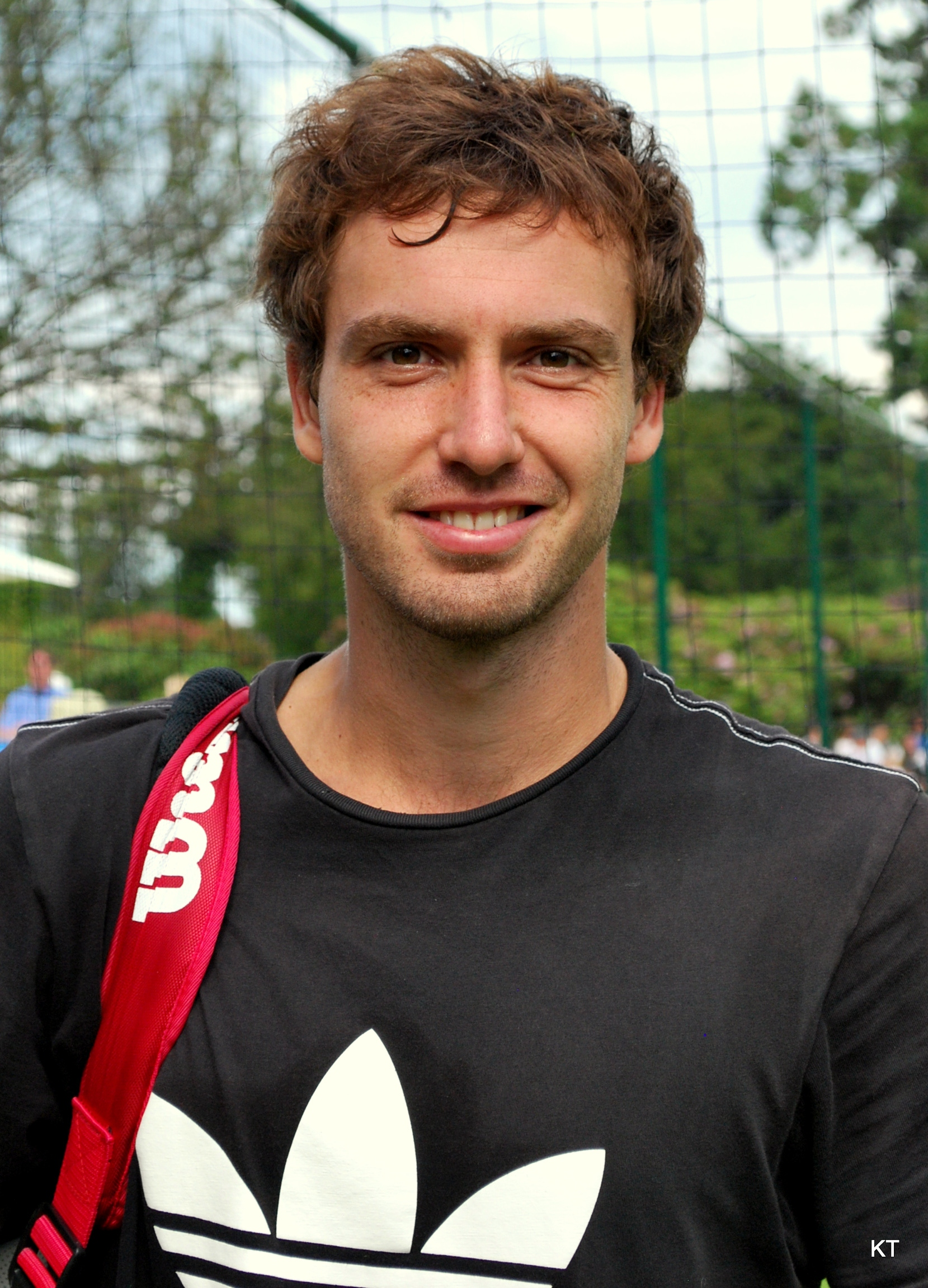
Ernests Gulbis (10e) de hoogst gerankte Letse tennisser uit de geschiedenis.

### "Top 150" spelers enkelspel (vanafopen tijdperk)
| Nr. | Speler         | Hoogste positie | Datum hoogste positie | W-V     | Titels | Finales |
| --- | -------------- | --------------- | --------------------- | ------- | ------ | ------- |
| 1.  | Ernests Gulbis | 10              | 2014-06-09            | 239-225 | 6      | 0       |

Bijgewerkt t/m 05-05-2019

### Finaleplaatsen
| Legenda                       | Legenda               |
| ----------------------------- | --------------------- |
| Grand Slam                    |                       |
| Olympische Spelen             |                       |
| tot 2009                      | vanaf 2009            |
| Tennis Masters Cup            | ATP Finals            |
| ATP Masters Series            | ATP Tour Masters 1000 |
| ATP International Series Gold | ATP Tour 500          |
| ATP International Series      | ATP Tour 250          |

#### Enkelspel (open tijdperk)
| Nr.              | Datum             | Toernooi            | Ondergrond    | Winnaar            | Tegenstander in finale | Score         | Details |
| ---------------- | ----------------- | ------------------- | ------------- | ------------------ | ---------------------- | ------------- | ------- |
| Gewonnen finales |                   |                     |               |                    |                        |               |         |
| 1.               | 22 februari 2010  | ATP Delray Beach    | Hardcourt     | Ernests Gulbis (1) | Ivo Karlović           | 6-2, 6-3      | Details |
| 2.               | 25 juli 2011      | ATP Los Angeles     | Hardcourt     | Ernests Gulbis (2) | Mardy Fish             | 5-7, 6-4, 6-4 | Details |
| 3.               | 3 maart 2013      | ATP Delray Beach    | Hardcourt     | Ernests Gulbis (3) | Édouard Roger-Vasselin | 7-6(3), 6-3   | Details |
| 4.               | 22 september 2013 | ATP Sint-Petersburg | Hardcourt (i) | Ernests Gulbis (4) | Guillermo García López | 3-6, 6-4, 6-0 | Details |
| 5.               | 13 februari 2014  | ATP Marseille       | Hardcourt (i) | Ernests Gulbis (5) | Jo-Wilfried Tsonga     | 7-6(5), 6-4   | Details |
| 6.               | 24 mei 2014       | ATP Nice            | Gravel        | Ernests Gulbis (6) | Federico Delbonis      | 7-6(5), 6-4   | Details |
| Verloren finales |                   |                     |               |                    |                        |               |         |
| Geen             |                   |                     |               |                    |                        |               |         |

Bijgewerkt t/m 05-05-2019

### Toernooien
| Naam                  | Plaats | Categorie | Ondergrond | Periode | Locatie | Jaargangen |
| --------------------- | ------ | --------- | ---------- | ------- | ------- | ---------- |
| Huidige toernooien    |        |           |            |         |         |            |
| Geen                  |        |           |            |         |         |            |
| Voormalige toernooien |        |           |            |         |         |            |
| Geen                  |        |           |            |         |         |            |

## Vrouwen

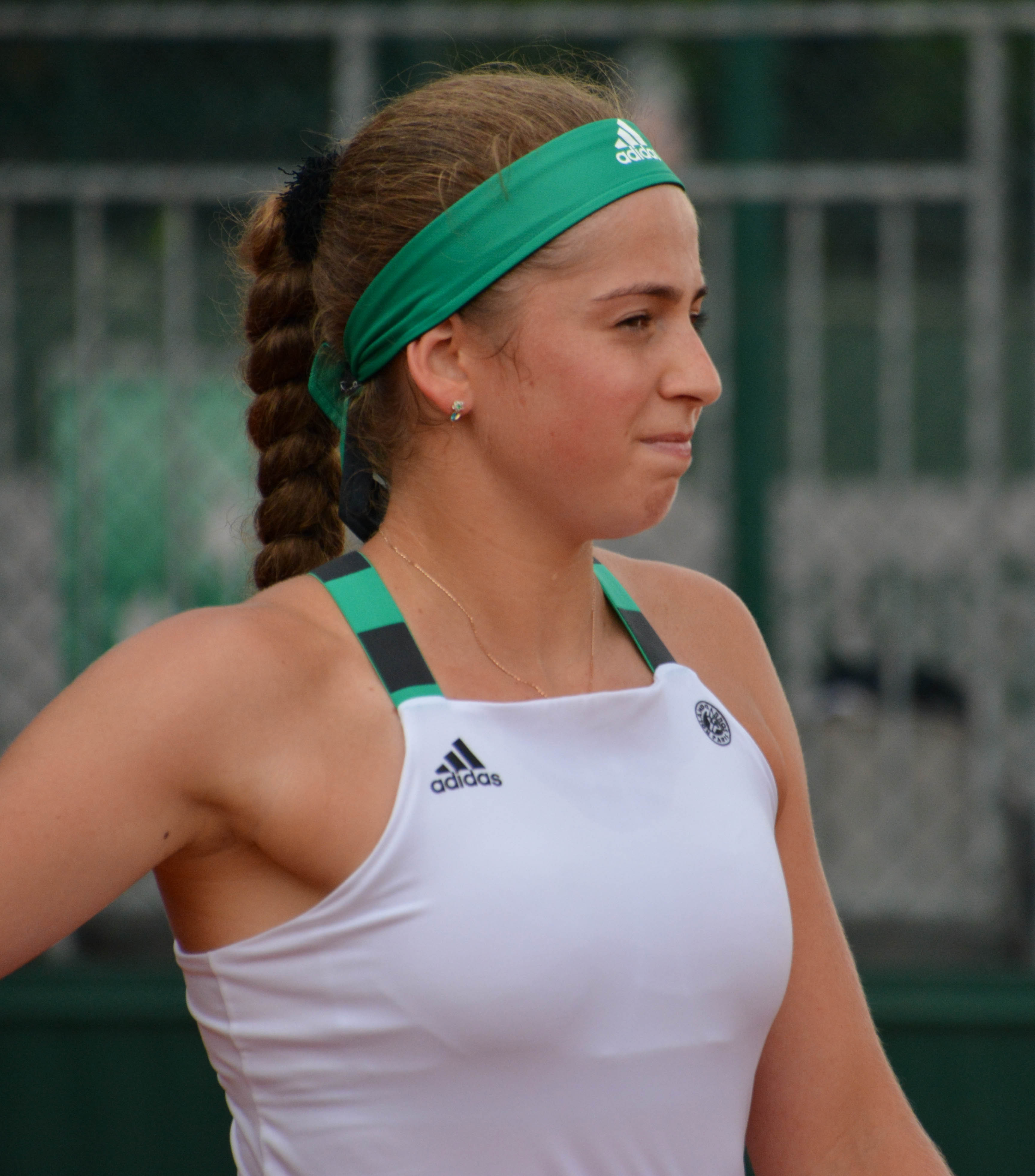
Jeļena Ostapenko (5e) de hoogst gerankte Letse tennisster uit de geschiedenis.

### "Top 150" speelsters enkelspel (vanafopen tijdperk)
| Nr. | Speelster            | Hoogste positie | Datum hoogste positie | W-V     | Titels | Finales |
| --- | -------------------- | --------------- | --------------------- | ------- | ------ | ------- |
| 1.  | Jeļena Ostapenko     | 5               | 2018-03-19            | 212–124 | 2      | 4       |
| 2.  | Anastasija Sevastova | 16              | 2017-07-31            | 335-182 | 2      | 2       |
| 3.  | Larisa Neiland       | 32              | 1993-12-31            | 322-283 | 1      | 2       |

Bijgewerkt t/m 05-05-2019

### Finaleplaatsen
| Legenda                | Legenda                  |
| ---------------------- | ------------------------ |
| Grandslamtoernooi      |                          |
| Olympische Spelen      |                          |
| Year-End Championships |                          |
| tot 2009               | 2009 – 2020 / vanaf 2021 |
| Tier I                 | Premier Mandatory        |
| Tier II                | Premier Five / WTA 1000  |
| Tier III               | Premier / WTA 500        |
| Tier IV & V            | International / WTA 250  |
|                        | Challenger / WTA 125     |

#### Enkelspel (open tijdperk)
| Nr.              | Datum             | Toernooi        | Ondergrond | Winnaar                  | Tegenstander in finale   | Score         | Details |
| ---------------- | ----------------- | --------------- | ---------- | ------------------------ | ------------------------ | ------------- | ------- |
| Gewonnen finales |                   |                 |            |                          |                          |               |         |
| 1.               | 29 augustus 1993  | WTA Schenectady | Hardcourt  | Larisa Neiland (1)       | Natalia Medvedeva        | 6-3, 7-5      |         |
| 2.               | 8 mei 2010        | WTA Estoril     | Gravel     | Anastasija Sevastova (1) | Arantxa Parra Santonja   | 6-2, 7-5      | Details |
| 3.               | 10 juni 2017      | Roland Garros   | Gravel     | Jeļena Ostapenko (1)     | Simona Halep             | 4-6, 6-4, 6-3 | Details |
| 4.               | 25 juni 2017      | WTA Mallorca    | Gras       | Anastasija Sevastova (2) | Julia Görges             | 6-4, 3-6, 6-3 | details |
| 5.               | 24 september 2017 | WTA Seoel       | Hardcourt  | Jeļena Ostapenko (2)     | Beatriz Haddad Maia      | 6-7, 6-1, 6-4 | Details |
| 6.               | 22 juli 2018      | WTA Boekarest   | Gravel     | Anastasija Sevastova (3) | Petra Martić             | 7-6, 6-2      | Details |
| Verloren finales |                   |                 |            |                          |                          |               |         |
| 1.               | 27 februari 1993  | WTA Tokio       | Tapijt (i) | Martina Navrátilová      | Larisa Neiland (1)       | 6-2, 6-2      |         |
| 2.               | 28 augustus 1994  | WTA Schenectady | Hardcourt  | Judith Wiesner           | Larisa Neiland (2)       | 7-5, 3-6, 6-4 |         |
| 3.               | 20 september 2015 | WTA Québec      | Tapijt (i) | Annika Beck              | Jeļena Ostapenko (1)     | 6-2, 6-2      | Details |
| 4.               | 27 februari 2016  | WTA Doha        | Hardcourt  | Carla Suárez Navarro     | Jeļena Ostapenko (2)     | 1-6, 6-4, 6-4 | Details |
| 5.               | 19 juni 2016      | WTA Mallorca    | Gras       | Caroline Garcia          | Anastasija Sevastova (1) | 6-3, 6-4      | details |
| 6.               | 17 juli 2016      | WTA Boekarest   | Gravel     | Simona Halep             | Anastasija Sevastova (2) | 6-0, 6-0      | Details |
| 7.               | 9 april 2017      | WTA Charleston  | Gravel     | Darja Kasatkina          | Jeļena Ostapenko (3)     | 6-3, 6-1      | Details |
| 8.               | 31 maart 2018     | WTA Miami       | Hardcourt  | Sloane Stephens          | Jeļena Ostapenko (4)     | 7-6, 6-1      | Details |
| 9.               | 24 juni 2018      | WTA Mallorca    | Gras       | Tatjana Maria            | Anastasija Sevastova (3) | 6-4, 7-5      | details |
| 10.              | 7 oktober 2018    | WTA Peking      | Hardcourt  | Caroline Wozniacki       | Anastasija Sevastova (4) | 6-3, 6-3      | Details |

Bijgewerkt t/m 05-05-2019

### Toernooien
| Naam                  | Plaats  | Categorie         | Ondergrond     | Periode | Locatie               | Jaargangen |
| --------------------- | ------- | ----------------- | -------------- | ------- | --------------------- | ---------- |
| Huidige toernooien    |         |                   |                |         |                       |            |
| Baltic Open           | Jūrmala | WTA International | Gravel, buiten | Juli    | Tenisa centrs Lielupe | vanaf 2019 |
| Voormalige toernooien |         |                   |                |         |                       |            |
| Geen                  |         |                   |                |         |                       |            |